# Maniac Mansion: Day of the Tentacle
Maniac Mansion: Day of the Tentacle (també conegut per les sigles "DOTT") és un joc d'aventura gràfica, originalment creat i publicat per LucasArts el 1993. És el vuitè joc en utilitzar el motor SCUMM. Va ser llançat simultàniament en disquet i CD-ROM. Day of the Tentacle va ser dissenyat per Dave Grossman i Tim Schafer.
El joc, una seqüela de Maniac Mansion, se centra en Bernard Bernoulli - l'únic dels tres personatges jugables que va ser presentat en el primer joc - i els seus amics Laverne i Hoagie, que ajuden el Dr. Fred Edison utilitzant una màquina del temps anomenada Chron-o-John per a evitar que el Tentacle Porpra es faci amo del món. El joc utilitza el viatge en el temps i els efectes de canviar la història com a part dels molts enigmes per resoldre en el joc. És el primer joc que es va editar tant en disquets com en CD-ROM.

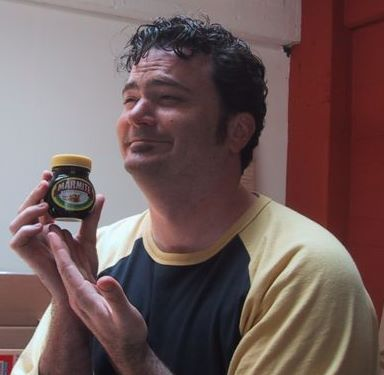
Tim Schafer

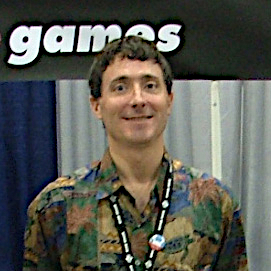
Dave Grossman

## L'argument
Han passat cinc anys dels fets del primer joc, Maniac Mansion. El Dr. Fred Edison té dos monstres mutants que li fan d'ajudants de laboratori, el Tentacle Porpra i el Tentacle Verd. El Tentacle Porpra es beu un líquid tòxic vessat per la Sludge-o-Matic, un invent del doctor, en un rierol que corre darrere del laboratori del doctor i sofreix diversos canvis, li creixen una mena de braços - aletes, desenvolupa una gran intel·ligència i una gran set de dominar el món. El Dr. Edison decideix resoldre el problema matant ambdós ajudants, però el Tentacle Verd, inofensiu i amable aconsegueix aturar el doctor i demanar ajuda al seu amic Bernard Bernoulli, qui arriba al motel del doctor amb els seus companys de pis, Laverne i Hoagie. En Bernard allibera els tentacles, i triga a adonar-se que ha deixat anar un monstre, mentre el Tentacle Porpra s'escapa per a posar en pràctica el seu pla per a dominar el món. El doctor decideix enviar els tres amics al dia anterior en càpsules del temps individuals, perquè evitin el vessament de productes tòxics i així el Tentacle Porpra no pugui convertir-se en el monstre despietat que és ara. Hi ha un accident i els tres amics queden separats en el temps, en Hoagie aterra dos-cents anys enrere, en Bernard al present i la Laverne dos-cents anys en el futur, en un món controlat pels tentacles. L'accident ha passat perquè el doctor ha emprat una imitació de diamant per a fer funcionar la màquina i no un diamant de veritat.
En Hoagie i la Laverne han d'aconseguir connectar les seves càpsules Chron-o-John a l'electricitat per a poder tornar i en Bernard ha d'aconseguir un diamant de debò perquè la màquina funcioni. Els tres amics modifiquen la història per a ajudar-se i també s'envien coses entre ells mitjançant la tassa i la cadena del Chron-o-John (les càpsules del temps estan construïdes en vàters portàtils). Finalment tots poden tornar al present, però quan decideixen de viatjar al dia anterior, apareix el Tentacle Porpra i els roba i utilitza una de les càpsules, el Tentacle Verd se n'endú una altra per a intentar aturar el seu "germà" malvat i els tres amic decideixen, malgrat els avisos en contra del doctor, marxar també cap al dia anterior en l'única càpsula que queda. Quan arriben al dia anterior es troben que ells s'han transformat en un monstre de 3 caps i un únic cos, i que el Tentacle Porpra, mitjançant la càpsula Chron-o-John, ha enviat a aquell dia tot de còpies de si mateix de diverses èpoques. Tot i les dificultats, els amics aconsegueixen tancar la Sludge-o-Matic i evitar que el Tentacle Porpra es begui el producte tòxic, restablint aparentment l'ordre en el món.

## El sistema de joc
El joc es basa en el motor de joc SCUMM, creat per a la preqüela Maniac Mansion, amb gràfics de dues dimensions, en color i una resolució màxima força limitada. Per a controlar els personatges es fa servir el ratolí i també es pot fer servir el teclat de l'ordinador. Dins del joc, la pantalla es divideix en dos parts, la superior per als gràfics i el cursor, i la inferior en els controls, amb botons, inventaris i altres tipus de menús, com els diàlegs interatius (el jugador escull les respostes entre diverses opcions). Els botons representen possibles accions i interaccions amb altres personatges i objectes (obrir, tancar, recollir, parlar, donar, agafar, empènyer, ...), en aquest joc en concret també serveix per a canviar de personatge i d'època mentre els tres amics estan repartits en el temps. Allò que succeeix en el passat afecta el present i el futur, el present només afecta el futur i el futur no afecta res.
Una característiica del joc és que els personatges no moren, si una elecció és incorrecta, senzillament l'enigma o puzzle no es resol i s'ha de tronar a començar. També es pot resoldre el joc de manera no totalment lineal, es poden anar resolent puzzles en diferents èpoques, per exemple, i només cal que totes estiguin resoltes perquè els personatges puguin tornar al present.
Aquest va ser el primer joc de LucasArts a incorporar el doblatge dels personatges, a part de les músiques i els efectes de so. Els diàlegs (els arxius de so dels diàlegs) ocupave molt d'espai i es van eliminar de la versió que es venia en disquets de 3,5".
Una altra novetat en la seva època va ser que, en un moment del joc, un dels personatges fa anar un ordinador i es troba amb el joc original (el primer Maniac Mansion), mitjançant aquest personatge, el jugador pot jugar al primer Maniac Mansion sencer sense haber d'instal·lar-lo a part. D'altres empreses van copiar la idea d'incloure els jocs anteriors en els jocs nous, encara que fos en forma d'extres o bonus del joc.